# عبد الله الحسن (لاعب كرة قدم)
عبد الله أحمد الحسن لاعب كرة قدم سعودي، يلعب كظهير أيمن. ويلعب حالياً مع نادي الزلفي.

## مسيرة اللاعب
لعب مع نادي الفيصلي ونادي الجبلين ونادي الزلفي.

## روابط خارجية
- عبد الله الحسن على موقع Soccerway.com (الإنجليزية)
- عبد الله الحسن على موقع كووورة